# Hans König (Bildhauer)

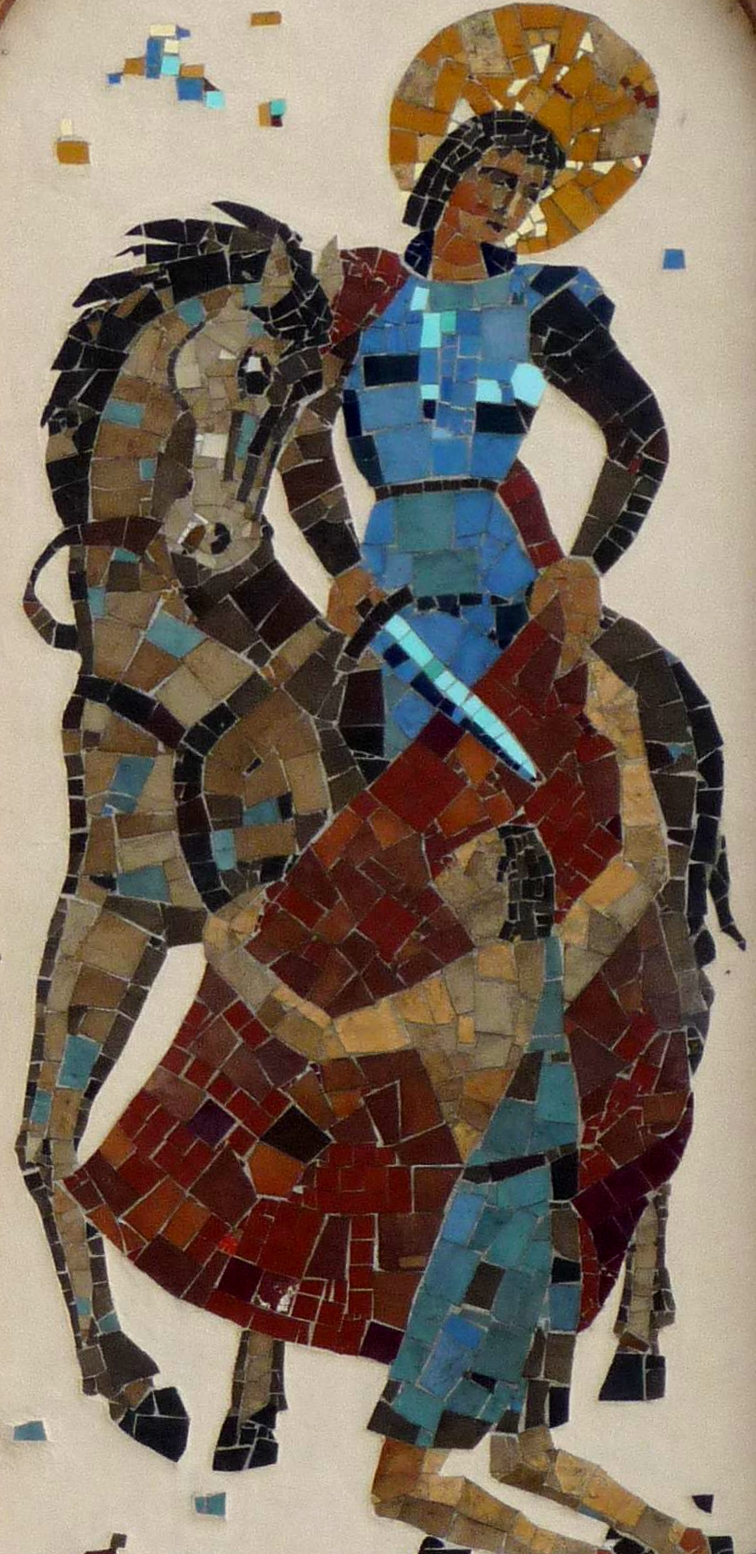
Mosaik von Hans König in Oppau (Ludwigshafen), Kirche St. Martin

Hans König (* 23. Dezember 1913 in Bad Warmbrunn, Provinz Schlesien; † 6. Juni 2005 in Klingenberg am Main) war ein deutscher Bildhauer.
König studierte an der Werkkunstschule Berlin und der Kunstakademie Dresden. Nach Krieg und Kriegsgefangenschaft kam er 1945 nach Trennfurt, heute ein Stadtteil von Klingenberg. Dort konnte er sich in der Keramikfabrik Albertwerke ein Atelier mit Brennofen einrichten. Er arbeitete mit Ton und schuf zahlreiche Mosaikarbeiten. 1950 nannte ihn das Main-Echo den „einzigen selbständigen Mosaikkünstler Westdeutschlands“. Von 1952 bis 1964 war er Lehrbeauftragter an der Meisterschule für Steinbildhauer in Aschaffenburg. Den zunächst gegenständlichen Mosaikarbeiten folgten später zunehmend abstrakte Plastiken aus Glas und Metall.

## Werke (Auswahl)
- Mosaik Junge Pferde an der Brentanoschule in Aschaffenburg
- Mosaik Ballspieler an der Giebelwand der Grünewaldschule in Aschaffenburg

- Kreuzweg in der Kirche St. Maria Magdalena in Trennfurt
- Kreuzweg in der Kirche St. Kilian in Nilkheim (Aschaffenburg)
- Mosaik an der Front der Kirche St. Martin in Oppau (Ludwigshafen)
- Mosaikwandbild im Empfangsgebäude der Farbwerke Hoechst, Frankfurt (bei Abriss des Gebäudes zerstört)
- Glasfenster und Altarwand in der Herz-Jesu-Kirche (Frankfurt)
- Altarwand in der Kirche St. Josef in Marktheidenfeld
- Skulptur auf dem Berliner Platz in Miltenberg[3]